# Stanisław Morozenko
Stanisław Morozenko, według historiografii radzieckiej błędnie Nestor Morozenko (właściwie Stanisław Mrozowicki herbu Prus III, ukr. Станісла́в Морозе́нко/Мрозови́цький, zm. 28 lipca 1649) – kozacki działacz polityczny i wojskowy, oficer powstania Chmielnickiego.

## Życiorys
Pochodził ze szlachty halicko-podolskiej.
Według badacza ukraińskiego Tarasa Czuchliba, urodził się w rodzinie podstarościego trembowelskiego. Według Kaspra Niesieckiego, podstarościm trembowelskim był Paweł Mrozowicki, przed tym pisarz ostrzeszowski, którego żoną była Podlodowska, a jednym z braci Jerzy Mrozowicki, pisarz żydaczowski, potem pisarz ziemski halicki, w rzeczywistości Stanisław był bratankiem Jerzego. Zdaniem A. Mał..., matką Stanisława była Anna z Korycińskich, córka Adama, dziedzica dóbr Spas w województwie bełskim.
Studiował na Akademii Krakowskiej, uniwersytecie w Padwie oraz na Academii Franekerensis w Franeker, gdzie brał lekcje szermierki u "Magister Artis Gladiatorum” Pietera de Vries. 
Od 1638 roku był pułkownikiem rejestrowego wojska kozackiego, w latach 1645–1649 pułkownikiem korsuńskim (według innych danych, na mocy patentu króla Władysława IV Wazy z dnia 7 czerwca 1645 został pułkownikiem czehryńskim), od 1648 pułkownikiem oboźnym pułku kropiwniańskiego. Brał udział w walkach na Podolu, między innymi w bitwie pod Piławcami. Podczas oblężenia Zbaraża w 1649 roku dowodził konnicą wojsk zaporoskich. Zginął 28 lipca tego roku, podczas rozejmu ogłoszonego w celu umożliwienia swobodnego przejazdu Stanisławowi Janickiemu, polskiemu posłowi obrońców Zbaraża do chana tatarskiego. Wówczas przypadkowo został zabity przez Polaków, kiedy to hamował pułk białocerkiewski, który chciał zaatakować posła.
Jest bohaterem ukraińskiej historycznej pieśni Oj, Moroze, Morozenku, ty sławnyj Kozacze (Ой Морозе, Морозенку, ти славний козаче).

## Wywód przodków
| 4. Jan Mrozowicki  |  |                     |  |  |                         |
|                    |  | 2. Paweł Mrozowicki |  |  |                         |
| 5. Zofia Raszowska |  |                     |  |  |                         |
|                    |  |                     |  |  | 1. Stanisław Mrozowicki |
| 6. Adam Koryciński |  |                     |  |  |                         |
|                    |  | 3. Anna Korycińska  |  |  |                         |
| 7. NN              |  |                     |  |  |                         |
|                    |  |                     |  |  |                         |